# Миколаївка (Павловський район)
Миколаївка (рос. Николаевка) — село у Павловському районі Воронезької області Російської Федерації.
Населення становить 561 особу. Входить до складу муніципального утворення Казинське сільське поселення.

## Історія
Населений пункт розташований у межах суцільної української етнічної території, на теренах Східної Слобожанщини.
Від 1928 року належить до Павловського району, спочатку у складі Центрально-Чорноземної області, а від 1934 року — Воронезької області.
Згідно із законом від 15 жовтня 2004 року входить до складу муніципального утворення Казинське сільське поселення.

## Населення
| 1859 | 1890 | 2009 | 2010 |
| ---- | ---- | ---- | ---- |
| 514  | ↗819 | ↘593 | ↘561 |